# Līvāni
Līvāni is een stad in Letland in de streek Letgallen. Het is de hoofdplaats van de gemeente Līvānu novads en telt 6935 inwoners (2022). De plaats verkreeg stadsrechten in het jaar 1926.
Līvāni werd voor het eerst genoemd in 1553 als Lievenhof. In 1678 werd de eerste katholieke kerk gebouwd. Later werd het een industriestadje. Bij de stad komt de rivier de Dubna samen met de Westelijke Dvina.